# كورتيس ميرفي
كورتيس ميرفي هو لاعب هوكي الجليد كندي، ولد في 3 ديسمبر 1975 في Kerrobert ‏ في كندا.

## وصلات خارجية
- كورتيس ميرفي على موقع دوري الهوكي الوطني (الإنجليزية)
- كورتيس ميرفي على موقع قاعة مشاهير الهوكي (لاعب أن.إتش.أل) (الإنجليزية)
- كورتيس ميرفي على موقع EliteProspects.com (الإنجليزية)
- كورتيس ميرفي على موقع Eurohockey.com (الإنجليزية)
- كورتيس ميرفي على موقع HockeyDB.com (الإنجليزية)
- كورتيس ميرفي على موقع Hockey-Reference.com (الإنجليزية)